# Шмидтовка (Николаевская область)
Шмидтовка (укр. Шмідтівка) — село в Березанском районе Николаевской области Украины.
Население по переписи 2001 года составляло 19 человек. Почтовый индекс — 57409. Телефонный код — 5153. Занимает площадь 0,188 км².

## История
В 1946 году указом ПВС УССР хутор Сосицкий переименован в Шмидтовку.

## Местный совет
57445, Николаевская обл., Березанский р-н, с. Матиясово, ул. Мира, 1